# NGC 2853
NGC 2853 este o galaxie lenticulară situată în constelația Linxul. A fost descoperită în 18 martie 1787 de către William Herschel.